# Pórtugos
Pórtugos ist eine Gemeinde in der spanischen Provinz Granada im südlichen Andalusien. Das Dorf liegt auf rund 1.300 m Höhe in den Alpujarras, einer der Sierra Nevada im Süden vorgelagerten Gebirgsregion. Pórtugos hatte 2024 385 Einwohner, die in weiß gestrichenen Häusern im maurischen Stil leben. Diese sind mit flachen Dächern und typischen runden Kamine ausgestattet, die allgemein zum Trocknen von Maiskolben und Paprikabündeln genutzt werden. Das Gemeindegebiet von 21 km² Größe gehört teilweise zum Sierra Nevada Nationalpark (Parque National de Sierra Nevada) und gilt seit 2007 als historische Stätte (Sitio Histórico de Alpujarras). In Pórtugos beginnt auch die Ruta Medieval (Route des Mittelalters), die über Ferreirola bis nach Juveles führt. Am ersten Oktoberwochenende findet die Fiesta de la Virgen del Rosario statt.

## Geschichte
Der Ort ist in der Römerzeit entstanden, wie der Name vermuten lässt, der vom lateinischen Wort portus abstammen könnte. Unter der maurischen Herrschaft entwickelte sich Pórtugos wie die gesamte Region zu wirtschaftlicher Blüte. Die Bewohner terrassierten das Land und erbauten ein ausgeklügeltes Bewässerungssystem. Die Herrschaft der Mauren in Granada wurde 1492 durch die Reconquista beendet. In deren Folge kam es in der zweiten Hälfte des 16. Jahrhunderts unter Philipps II. zur Unterdrückung der islamischen Bevölkerung, u. a. durch Zwangskonvertierungen und Verbot der arabischen Muttersprache. Dies führte zum sogenannten Moriskenaufstand (1568–1572) unter der Führung von Abén Humeya. Der Aufstand wurde von Juan de Austria, dem Bruder des spanischen Königs blutig niedergeschlagen und im Oktober 1570 unterlagen die letzten 300 Rebellen. Aus dem gesamten östlichen Andalusien wurden rund 80.000 überlebende Muslime ausgewiesen und das Land im Gegenzug von christlichen Bauern aus dem Norden Spaniens neu besiedelt. Auch nach Pórtugos kamen 72 neue Siedler, denen Unterstützung und ein Küster versprochen wurde. Danach gibt bis zum 18. Jahrhundert keine weiteren Informationen mehr aus Pórtugos. Der Marquis von Ensenada ließ das Gebiet vermessen und die erste Karte erstellen. Zu dieser Zeit lockte eine heilkräftige Quelle, die Fuente Agria, vermehrt ausländische Besucher in den Ort. Dem stark eisenhaltigen, bitter schmeckenden Wasser wird bis heute heilende Wirkung zugesprochen. Heute kommen Touristen vor allen Dingen wegen der landschaftlichen Schönheit der Alpujarras und den zahlreichen Wandermöglichkeiten mit oder ohne Führung nach Pórtugos.